# Suphis werneri
Suphis werneri är en skalbaggsart som beskrevs av Guignot 1940. Suphis werneri ingår i släktet Suphis och familjen grävdykare. Inga underarter finns listade i Catalogue of Life.